# Spitamene
Spitamene, in antico persiano Spitamaneh (370 a.C. – 328 a.C.), luogotenente di Besso che, consegnato questo ad Alessandro Magno, prese le redini di quel che restava dell'esercito.

## Biografia
Condottiero dotato di un'ottima dote strategica e di una certa genialità nel prevedere il comportamento del nemico, comprese che Alessandro non avrebbe mai abbandonato la Sogdiana appena conquistata e decise così di riportare la guerra in Battria conducendo lì le sue truppe. Nel frattempo si alleò con i Massageti, tribù scita che con fulminei e continui attacchi, sottoposero i Macedoni ad una logorante guerriglia. Intanto la presenza in Battria di Spitamene accese il fuoco della rivolta. Sul finire del 329 a.C., Spitamene dimostrò la sua maestria ottenendo successi su successi contro le guarnigioni macedoni isolate. L'episodio più famoso è senz'altro il massacro di un contingente di duemila soldati macedoni intrappolato su un'isola del fiume Zeravshan. A sconfiggere e uccidere Spitamene non furono le armi macedoni, ma un tradimento. La sua guerra finora era stata in gran parte possibile grazie all'alleanza con i Massageti, un'unione che sembrava solida. I nomadi sciti tuttavia avevano obiettivi diversi da quelli del loro alleato. Spitamene sperava infatti di spingere Alessandro a ritirarsi dalla Battria, che sarebbe divenuta così un regno sotto la sua autorità. I Massageti invece non volevano essere sottomessi a nessuno.
Di Spitamene come uomo si sa poco. È presumibile che già prima dell'arrivo dei Macedoni ricoprisse un ruolo importante nelle satrapie orientali dell'Impero persiano. Secondo alcuni studiosi il suo nome è connesso con il culto di Zoroastro la cui origine oscura risale proprio in quegli altipiani.